# تشقابهرام (مقاطعة دورود)
تشقابهرام (بالفارسية: چقابهرام) هي قرية تقع في قسم جان الريفي (مقاطعة دورود) في إيران. يقدر عدد سكانها بـ 337 نسمة بحسب إحصاء 2016.